# Dánské euromince

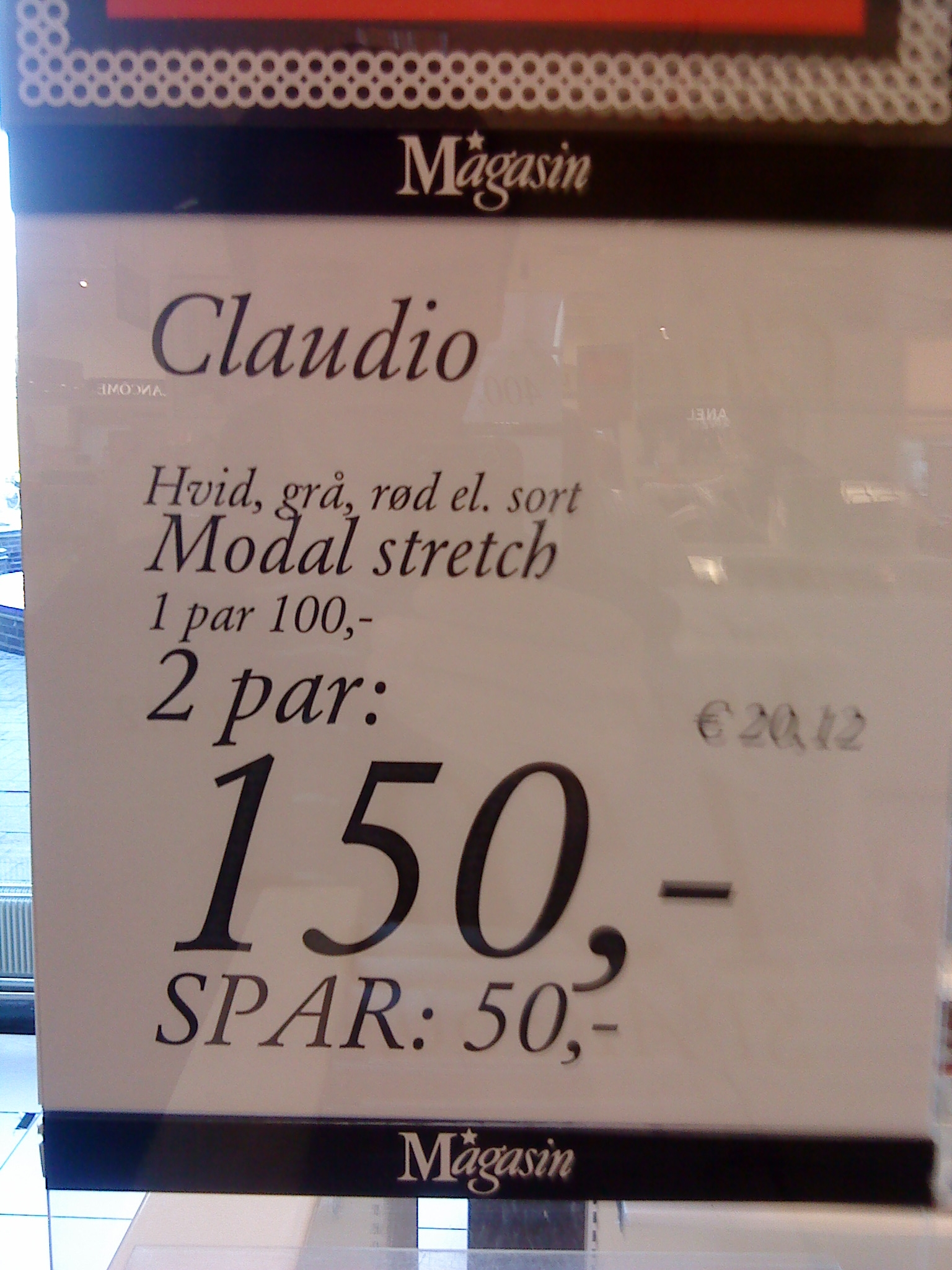
Cena v dánském řetězci Magasin zapsaná jak v dánské koruně, tak v euru

Dánsko je členem Evropské unie od roku 1973 (Grónsko vystoupilo v roce 1985) a také je členem Evropské měnové unie, jeho měnou je v současnosti dánská koruna. Dánsko nepoužívá euro, protože si v roce 1992 vyjednalo výjimku na odstoupení od Maastrichtské smlouvy.
Dánsko patří, společně s Bulharskem, k zemím EU, které jsou členem EMS II, a dobrovolně se tak zavázalo, že kurz koruny k euru se bude pohybovat pouze v rozmezí 2,25 %.

## Veřejné mínění
Proběhla řada průzkumů veřejného mínění o tom, zda by Dánsko mělo zrušit korunu a připojit se k euru.

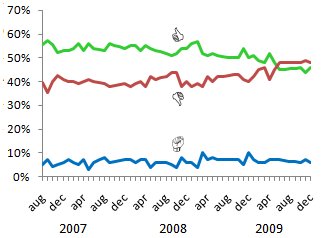
Graf veřejného míněnu o přijetí eura v Dánsku do roku 2009. Zelená představuje souhlas s přijetím, červená proti a modrá nerozhodnuté občany

V roce 2000 uspořádala vláda referendum o zavedení eura, které bylo zamítnuto 53,2 % hlasujících proti a 46,8 % hlasujících pro. V letech 2002 až 2010 se zase průzkumy obecně vyslovovaly pro přijetí eura, nicméně v době vrcholící evropské dluhové krize vykazovaly rychlý pokles podpory, který dosáhl minima v květnu 2012, kdy bylo 26 % pro oproti 67 % proti a 7 % bylo na pochybách.
V březnu 2018 uvedlo 29 % respondentů z Dánska v průzkumu veřejného mínění Eurobarometr, že jsou pro euro, zatímco 65 % bylo proti. Naprosto stejný průzkum provedený v květnu 2024 signalizoval postupný nárůst podpory eura oproti předchozí úrovni zaznamenané v letech 2012 a 2018; nyní bylo 34 % pro, 58 % proti a 8 % nerozhodnutých.

## Případný vzhled dánských euromincí
Před výše zmíněným dánským referendem v roce 2000 byly Dánská národní banka a Královská mincovna požádány, aby navrhly možné vzory budoucích dánských euromincí. Navržený design vycházel z návrhů dánských mincí v hodnotě 10 a 20 korun, na jejichž přední straně byla královna Markéta II., a mincí v hodnotě 25 a 50 korun, přičemž motiv jejich zadní strany (tvořený korunou) se přesunul na přední stranu euromincí.
Avšak vzhledem k tomu, že Dánsko nepřijalo euro za vlády královny Markéty II., by byl od roku 2024 nutný nový vzhled mincí, který by se zaměřil na jejího syna, současného dánského krále, Frederika X (za předpokladu, že by se euro přijalo za jeho vlády).